# Oker
za druge pomene glej Oker (razločitev) in Oker (reka) v Nemčiji
Oker (/ˈoʊkər/ OH-kər; iz stare grščine ὤχρα (ṓkhra), iz ὠχρός (ōkhrós) 'bled') je naravni pigment glinene zemlje, mešanica železovega oksida in različnih količin gline in peska. Barva je od rumene do temno oranžne ali rjave. To je tudi ime barv, ki jih proizvaja ta pigment, zlasti svetlo rjavo-rumena. Različica okra, ki vsebuje veliko količino hematita ali dehidriranega železovega oksida, ima rdečkast odtenek, znan kot rdeči oker.
Beseda oker opisuje tudi gline, obarvane z železovim oksidom, pridobljenim med ekstrakcijo kositra in bakra.

## Zemeljski pigmenti
Oker je družina zemeljskih pigmentov, ki vključuje rumeni oker, rdeči oker, škrlatni oker, sieno in umbro. Glavna sestavina vseh oker je železov (III) oksid-hidroksid, znan kot limonit, ki jim daje rumeno barvo.
- Rumeni oker FeO(OH)·nH
2O je hidratiran železov hidroksid (limonit), imenovan tudi zlati oker.
- Rdeči oker, Fe
2O
3 dobi rdečkasto barvo od minerala hematita, ki je brezvodni železov oksid.
- Vijolični oker je kemično enak rdečemu okru, vendar ima drugačen odtenek, ki ga povzročajo različne lastnosti uklona svetlobe, povezane z večjo povprečno velikostjo delcev.
- Rjavi oker, tudi FeO(OH), (goetit), je delno hidratiran železov oksid.
- Siena vsebuje limonit in majhno količino manganovega oksida (manj kot 5%), zaradi česar je temnejša od okra.
- Umber pigmenti vsebujejo večji delež mangana (5-20 %), zaradi česar so temno rjavi.[5]

Ko se naravni pigmenti siene in umbre segrejejo, se dehidrirajo in nekaj limonita se spremeni v hematit, kar jim daje bolj rdečkasto barvo, imenovano žgana siena in žgana umbra. Okri niso strupeni in se lahko uporabljajo za izdelavo oljne barve, ki se hitro suši in temeljito prekrije površine. Sodobni oker pigmenti so pogosto izdelani s sintetičnim železovim oksidom. Pigmenti, ki uporabljajo naravne oker pigmente, so označeni z imenom PY-43 (Pigment yellow 43) na etiketi po mednarodnem sistemu Color Index.
- Limonit, mineraloid, ki vsebuje železov hidroksid, je glavna sestavina vseh oker pigmentov
- Hematit je bolj rdečkasta različica železovega oksida in je glavna sestavina rdečega okra
- Čisti magnezijev dioksid
- Žgana in surova siena. Ko je limonit pražen, se delno spremeni v bolj rdečkast hematit in postane rdeč oker ali žgana siena.
- Surova umbra; višja vsebnost magnezijevega oksida ga naredi temnejšega
- Glineni griči Roussillona v Vaucluseu v Provansi so bili pomemben vir oker pigmenta že od 18. stoletja.
- Trije odtenki oker; naravno prisoten oker je pogosto mešanica mineralov
- Široko paleto barv je mogoče ustvariti z naravnimi mešanicami teh mineralov ali mešanicami teh mineralov.

## Zgodovinska raba v umetnosti in kulturi

### Prazgodovina
V zadnjih desetletjih je rdeči oker igral ključno vlogo v razpravah o kognitivni in kulturni evoluciji zgodnjih modernih ljudi v afriški srednji kameni dobi. V Afriki so arheologi datirali dokaze za predelavo in uporabo pigmentov rdečega okra pred približno 300.000 leti, vrhunec prakse pa je na splošno sovpadal s pojavom Homo sapiensa. Dokazi o uporabi okra v Avstraliji so novejši in so datirani pred 50.000 leti, medtem ko so nove raziskave v Aziji odkrile dokaze, ki so datirani pred 40.000 leti.
Kosi okra z vgraviranimi abstraktnimi motivi so bili najdeni na mestu jame Blombos v Južni Afriki, datirano pred približno 75.000 leti. V Walesu je bil paleolitski pokop, imenovan Red Lady of Paviland zaradi prevleke z rdečim okrom, datiran približno 33.000 let pred sedanjostjo. Slike živali, narejene z rdečimi in rumenimi oker pigmenti, so bile najdene na paleolitskih najdiščih v Pech Merlu v Franciji (stare približno 25.000 let) in v jami Altamira v Španiji (približno 16.500–15.000 pr. n. št.). V jami Lascaux je podoba konja, obarvana z rumenim okrom, ki je ocenjena na 17.300 let. Neolitski pokopi so morda uporabljali rdeče oker pigmente simbolično, bodisi za predstavitev vrnitve na zemljo ali morda kot obliko obrednega ponovnega rojstva, v katerem barva lahko simbolizira kri in domnevno Veliko boginjo.
Posebej intenzivna je uporaba okra: nič nenavadnega ni, da najdemo plast jamskih tal, prepojeno s škrlatno rdečo barvo do globine osem centimetrov. Velikost teh oker depozitov odpira problem, ki še ni rešen. Barva je tako intenzivna, da se zdi, da je skoraj vsa rahla podlaga oker. Lahko si predstavljamo, da so Aurignaci redno barvali svoja telesa z rdečo barvo, barvali svoje živalske kože, premazovali svoje orožje in poškropili tla v svojih bivališčih ter da so oker pasto uporabljali v dekorativne namene v vseh fazah njihovega domačega življenja. Nič manj ne smemo domnevati, če želimo upoštevati prave rudnike okra, na katerih so nekateri od njih živeli ...— Leroi-Gourhan, A. 1968. The Art of Prehistoric Man in Western Europe. London: Thames & Hudson, p. 40.
Po besedah gotskega zgodovinarja Jordanesa naj bi se stari Pikti barvali "železno rdeče". Pogosta sklicevanja v irskem mitu na rdeče može (galščina Fer Dearg) nakazujejo verjetnost, da je bila taka praksa običajna za Kelte z Britanskega otočja, barjanskega železa je bilo še posebej veliko v osrednjem delu Irske.
Oker se uporablja tudi drugače kot barva: »danes živa plemena ... ga uporabljajo bodisi kot način za zdravljenje živalskih kož bodisi kot repelent za insekte, za zaustavitev krvavitev ali kot zaščito pred soncem. Oker je bil morda prvo zdravilo.«
- Slika konja, obarvanega z rumenim okrom (17.300 pr. n. št.) iz jame Lascaux v Franciji.
- Slika človeške roke, ustvarjena z rdečim okrom v jami Pech Merle v Franciji (gravetsko obdobje, 25.000 pr. n. št.).

### Stara Grčija in Rim
Oker je bil najpogosteje uporabljen pigment za barvanje sten v starodavnem sredozemskem svetu. V stari Grčiji so rdeči oker imenovali μίλτος, míltos (od tod Miltiades: rdečelas ali rdeč). V starodavnih Atenah, ko je bila sklicana skupščina, je kontingent javnih sužnjev pometel odprti prostor Agore z vrvmi, namočenimi v miltos: tisti državljani, ki so se tam zadrževali, namesto da bi se preselili na območje skupščine, bi tvegali, da bodo njihova oblačila umazana z barvo. To jim je onemogočilo, da bi ta oblačila ponovno nosili v javnosti, saj je za neudeležbo na skupščini zagrožena denarna kazen.
V Angliji je bil rdeči oker znan tudi kot raddle, reddle ali ruddle in so ga uporabljali za označevanje ovc, lahko pa so ga uporabili tudi kot voskast vodoodporen premaz na strukturah. Rdečico so kot pripravljeno mešanico kmetom in pastirjem prodajali potujoči delavci, imenovani reddlemen.
V klasični antiki je najboljši rdeči oker prihajal iz grške kolonije ob Črnem morju, kjer je sodobno mesto Sinop v Turčiji. Bila je skrbno regulirana, draga in označena s posebnim pečatom, ta barva pa se je imenovala sealed Sinope. Kasneje so latinsko in italijansko ime sinopia dali številnim temno rdečim oker pigmentom. Rimski triumfatorji so svoje obraze pobarvali rdeče, morda zato, da bi posnemali rdeče pobarvano meso kipov bogov. Rimljani so na svojih slikah uporabljali rumeni oker za prikaz zlata in kožnih odtenkov ter kot barvo ozadja. Pogosto ga najdemo na freskah v Pompejih.

### Starodavni Egipt
V starem Egiptu so rumeno povezovali z zlatom, ki je veljalo za večno in neuničljivo. Verjeli so, da so koža in kosti bogov iz zlata. Egipčani so v nagrobnih poslikavah veliko uporabljali rumeni oker, čeprav so občasno uporabljali orpiment, ki je dajal briljantno barvo, vendar je bil zelo strupen, saj je bil narejen z arzenom. Na nagrobnih poslikavah so bili moški vedno prikazani z rjavimi obrazi, ženske z rumeno oker ali zlatimi obrazi.
Rdeči oker so v starem Egiptu uporabljali kot rdečilo ali sijaj za ustnice za ženske. Črte oker barve so bile odkrite tudi na nedokončanem obelisku v severnem delu Asuanskega kamnoloma, ki označuje delovna mesta. Oker gline so v starem Egiptu uporabljali tudi v medicini: taka uporaba je opisana v Ebersovem papirusu iz Egipta, ki sega v približno 1550 pr. n. št.

### Avstralija
Oker pigmenti so številni po vsej Avstraliji, zlasti v regijah Zahodne puščave, Kimberley in Arnhem Land, in se pojavljajo na številnih arheoloških najdiščih. Slikanje z oker barvo je med domorodnimi avstralskimi prebivalci razširjeno že več kot 40.000 let. Pleistocenski pokopi z rdečim okrom segajo že v 40.000 pred našim štetjem in oker igra vlogo pri izražanju simbolnih ideologij najzgodnejših prihodov na celino. Avstralski aborigini so oker že tisočletja uporabljali za okras telesa, zaščito pred soncem, mrliške prakse, slikanje v jamah, slikanje lubja in druga umetniška dela ter ohranjanje živalskih kož, med drugim. Na jezeru Mungo v zahodnem Novem Južnem Walesu so izkopali grobišča in grobni material, vključno z oker pobarvanimi kostmi, datirali v čas prihoda ljudi v Avstralijo; Mungo Man (LM3) je bil pokopan poškropljen z rdečim okrom na datume, ki so zanesljivo ocenjeni na vsaj 30.000 let pr. n. št. in verjetno star celo 60.000 let.
Narodni muzej Avstralije ima veliko zbirko vzorcev oker iz številnih krajev po vsej Avstraliji.

### Nova Zelandija
Ugotovljeno je bilo, da je ljudstvo Maori na Novi Zelandiji v veliki meri uporabljalo mineralni oker, pomešan z ribjim oljem. Oker je bil prevladujoče barvilo, ki so ga uporabljali Maori in so ga uporabljali za barvanje njihovega velikega waka taua (vojnega kanuja). Oker je preprečil izsušitev lesa v kanujih in rezbarijah sejnih hiš; kasnejši misijonarji so ocenili, da bo trajal 30 let. Prav tako so ga grobo razmazali po obrazu, zlasti ženske, da bi preprečile mrčes. Trdne koščke okra so zmleli na ravno, a grobo površinsko skalo, da so proizvedli prah.

### Avtohtona Severna Amerika
V Novi Fundlandiji je njegova uporaba najpogosteje povezana z Beothuki, katerih uporaba rdečega okra je vodila do tega, da so jih prvi Evropejci na Novi Fundlandiji imenovali Rdeči Indijanci. Beothuki so morda uporabili tudi rumeni oker za barvanje svojih las. Uporabljali so ga tudi pomorski arhaiki, kar dokazuje njegovo odkritje v grobovih več kot 100 posameznikov med arheološkim izkopavanjem v Port au Choixu. Njegova uporaba je bila včasih zelo razširjena v kulturnem območju vzhodnih gozdov v Kanadi in ZDA; kompleks ljudi rdečega okra se nanaša na specifično arheološko obdobje v gozdovih ca. 1000–400 pr. n. št. Kalifornijski Indijanci, kot sta Tongva in Chumash, so bili prav tako znani po tem, da so uporabljali rdeči oker kot barvo za telo. Raziskovalci, ki so se potapljali v temne potopljene jame na mehiškem polotoku Jucatan, so našli dokaze o ambicioznem rudarjenju, ki se je začelo pred 12.000 leti in trajalo dve tisočletji za rdeči oker.

### Afrika
Rdeči oker se v Afriki uporablja kot barvilo že več kot 200.000 let. Ženske etnične skupine Himba v Namibiji za okrasitev telesa uporabljajo mešanico oker in živalske maščobe, da dosežejo rdečkasto barvo kože. Oker zmes nanesejo tudi na lase po spletu kitke. Moški in ženske iz ljudstva Masaji v Keniji in Tanzaniji so prav tako uporabljali oker na enak način.

### Renesansa
V renesansi so rumeni in rdeči oker pigmenti pogosto uporabljali pri slikanju tabel in fresk. Barve se od regije do regije zelo razlikujejo, odvisno od tega, ali je bila lokalna glina bogatejša z rumenkastim limonitom ali rdečkastim hematitom. Rdeča zemlja iz Pozzuolija blizu Neaplja je bila lososovo rožnata, medtem ko je pigment iz Toskane vseboval mangan, zaradi česar je bila temnejša rdečkasto rjava, imenovana terra di siena ali sienska zemlja.
Slikar iz 15. stoletja Cennino Cennini je opisal uporabo oker pigmentov v svoji slavni razpravi o slikarstvu.
Ta pigment najdemo v zemlji gora, kjer najdemo posebne spoje, kot je žveplo. In tam, kjer so ti šivi, najdemo sinopijo, zeleno prst in druge vrste pigmenta... In zgoraj omenjeni pigmenti, ki tečejo skozi to pokrajino, so izgledali kot brazgotina na obrazu moškega ali ženske... Šel sem zadaj z mojim malim nožem, brskam po brazgotini tega pigmenta; in na ta način, obljubim vam, nikoli nisem poskusil bolj ljubkega in popolnega oker pigmenta ... In vedite, da je ta oker običajen pigment, zlasti pri delu s freskami; da z drugimi mešanicami, ki se, kot vam bom pojasnil, uporabljajo za telesne barve, za draperije, za obarvane gore in zgradbe in lase in na splošno za mnoge stvari.
V zgodnji moderni Malti je bila rdeča oker barva običajno uporabljena na javnih stavbah.